# Burak Serdar Şanal
Burak Serdar Şanal (* 28. August 1988 in Istanbul) ist ein türkischer Schauspieler.

## Leben und Karriere
Şanal wurde am 28. August 1988 in Istanbul geboren. Er studierte an der Maltepe-Universität. Sein Debüt gab er 2008 in der Fernsehserie Arka Sokaklar. Von 2008 bis 2009 setzte er seine Karriere in Küçük Kadınlar fort. Anschließend trat er 2011 in Dinle Sevgili auf. Seine erste Hauptrolle bekam er im selben Jahr in Avrupa Avrupa. 2014 wurde Şanal für den Film Tut Sözünü gecastet.
Unter anderem bekam Şanal 2016 eine Rolle in Rüzgarın Kalbi. Außerdem spielte er 2019 in der Serie Kimse Bilmez die Hauptrolle. Seit 2023 ist er in der Serie Yeşil Deniz: Milenyum zu sehen.

## Filmografie (Auswahl)
Filme
- 2014: Tut Sözünü

Serien
- 2008: Arka Sokaklar
- 2008–2009: Küçük Kadınlar
- 2011: Dinle Sevgili
- 2011–2012: Avrupa Avrupa
- 2014–2015: Yeşil Deniz
- 2016: Rüzgarın Kalbi
- 2019: Kimse Bilmez
- 2020: Hanımağa’nın Gelinleri
- 2021: Aynasız Haluk
- 2021: Adım Başı Kafe
- seit 2023: Yeşil Deniz: Milenyum